# Росток
Росток град је у њемачкој савезној држави Мекленбург-Западна Померанија. Налази се на месту где се река Варнов шири, око 15 километара пре ушћа у Балтичко море.

## Историја
Први словенски становници ове области, који су је насељавали од седмог века, основали су у 11. веку насеље „розток“, што је значило разливање. Од ове речи град је добио име, које се први пут помиње 1218. Дански краљ Валдемар I спалио град је 1161. Успон града почео је са његовим чланством у Ханзи. У 14. веку био је највећи град у Мекленбургу. У Ростоку је 1419. основан један од најстаријих универзитета у северној Европи. Војводе од Мекленбурга успеле су да крајем 15. века наметну своју власт Ростоку. Стратешки положај града провоцирао је суседе да га заузму. Данска и Шведска су два пута заузимале град, за време Тридесетогодишњега рата и поново 1700—1721. Чувени пруски војсковођа Гебхард Леберехт фон Блихер рођен је у Ростоку. Наполеонова војска заузела град је 1806. и држала га до 1813.
Росток је данас највећи град немачке савезне државе Мекленбург-Западна Померанија са близу 200.000 становника. Поред Кила и Либека највећа је лука на немачкој обали Балтика. У привреди града доминирају бродоградња, поморство, туризам и услужни сектор. Универзитет је најважнији извор послова за грађане Ростока.

## Географија
Град се налази на надморској висини од 13 метара. Површина општине износи 181,4 . У самом граду је, према процјени из 2010. године, живјело 201.096 становника. Просјечна густина становништва износи 1.108 становника/. Посједује регионалну шифру (AGS) 13003000.

## Међународна сарадња
| Мјесто      | Држава    | Врста сарадње | Од    |
| ----------- | --------- | ------------- | ----- |
| Рига        | Летонија  | партнерство   | 2000. |
| Гдањск      | Пољска    | пријатељство  | 2004. |
| Ријека      | Хрватска  | партнерство   | 2000. |
| Карлскруна  | Шведска   | пријатељство  | 2004. |
| Турку       | Финска    | партнерство   | 2000. |
| Калмар      | Шведска   | пријатељство  | 2004. |
| Векше       | Шведска   | контакт       | 2006. |
| Калињинград | Русија    | пријатељство  | 1999. |
| Орхус       | Данска    | партнерство   | 2000. |
| Рали        | САД       | партнерство   | 2001. |
| Варна       | Бугарска  | партнерство   | 2000. |
| Даљен       | Кина      | партнерство   | 1988. |
| Антверпен   | Белгија   | партнерство   | 2000. |
| Гетеборг    | Шведска   | партнерство   | 2000. |
| Денкерк     | Француска | партнерство   | 1960. |
| Клајпеда    | Литванија | контакт       | 2006. |
| Шчећин      | Пољска    | партнерство   | 1957. |
| Халмстад    | Шведска   | контакт       | 2006. |
| Берген      | Норвешка  | партнерство   | 2000. |
| Хелсингер   | Данска    | пријатељство  | 2004. |
| Извор       |           |               |       |